# Bottchrus
Bottchrus philippinus es una  especie de coleóptero adéfago de la familia Carabidae y el único miembro del género monotípico Bottchrus.